# Giuseppe Calò
Pour les articles homonymes, voir Calò.
 (août 2025).
Si vous disposez d'ouvrages ou d'articles de référence ou si vous connaissez des sites web de qualité traitant du thème abordé ici, merci de compléter l'article en donnant les références utiles à sa vérifiabilité et en les liant à la section « Notes et références ».
Giuseppe Calò, alias Pippo Calò, né le 30 septembre 1931 à Palerme est un mafioso sicilien. Surnommé le « caissier de la Mafia » parce qu'il a été lourdement impliqué dans la délinquance à col blanc (notamment le blanchiment d'argent), il est aussi le responsable de l'attentat du train Naples-Milan en 1984.

## Biographie
Giuseppe Calò tua Pietro Scaletta en 1954 afin de venger son père et devint la même année membre d'honneur de la famille de Porta Nuova. Il remplaça le parrain Carlo Brandaleone à sa mort en 1962, et prit part à la Commission provinciale de la mafia en tant que capomandamento au début des années 1970. Soutenant le parrain des parrains Totò Riina lors de la guerre de la mafia au début des années 1980, il devint alors l'un des alliés les plus importants des Corleone.
À la fin des années 1970, en plein milieu des années de plomb, il se rendit à Rome où il était soutenu par les agents locaux de la Cosa Nostra, ainsi que par les terroristes néo-fascistes et des membres de la Banda della Magliana. Pippo Calò était aussi lié de très près avec plusieurs politiciens, des francs-maçons, des membres des services secrets, des évêques et des banquiers. On le soupçonna du meurtre du journaliste Carmine Pecorelli (tué le 20 mars 1979, peut-être en raison d'un conflit avec le président du Conseil Giulio Andreotti), des banquiers Michele Sindona (22 mars 1985) et Roberto Calvi (18 juin 1982), de l'avocat Giorgio Ambrosoli (12 juin 1979), ainsi que des magistrats Rocco Chinnici, Giovanni Falcone et Paolo Borsellino.
En 1978, la Commission de Cosa Nostra lui aurait demandé de contacter les Brigades rouges afin de libérer le chef de la Démocratie chrétienne Aldo Moro (enlevé alors qu'il négociait un compromis historique avec le Parti communiste), mais Giuseppe Calò aurait répondu qu'Andreotti y était opposé.

## Maxi Procès de Palerme
Après une cavale de plusieurs années, il a été arrêté le 30 mars 1985 en compagnie des mafiosi Antonio Rotolo et Lorenzo Di Gesù. Il fut jugé lors du Maxi-procès de Palerme de la mafia qui commença l'année suivante en Sicile, accusé de blanchiment d'argent, d'association avec la mafia, de l'attentat de 1984 ainsi que de plusieurs assassinats. Ami de longue date de Tommaso Buscetta, il rompit avec lui lors du procès.

## Condamnation à deux sentences de prison à vie

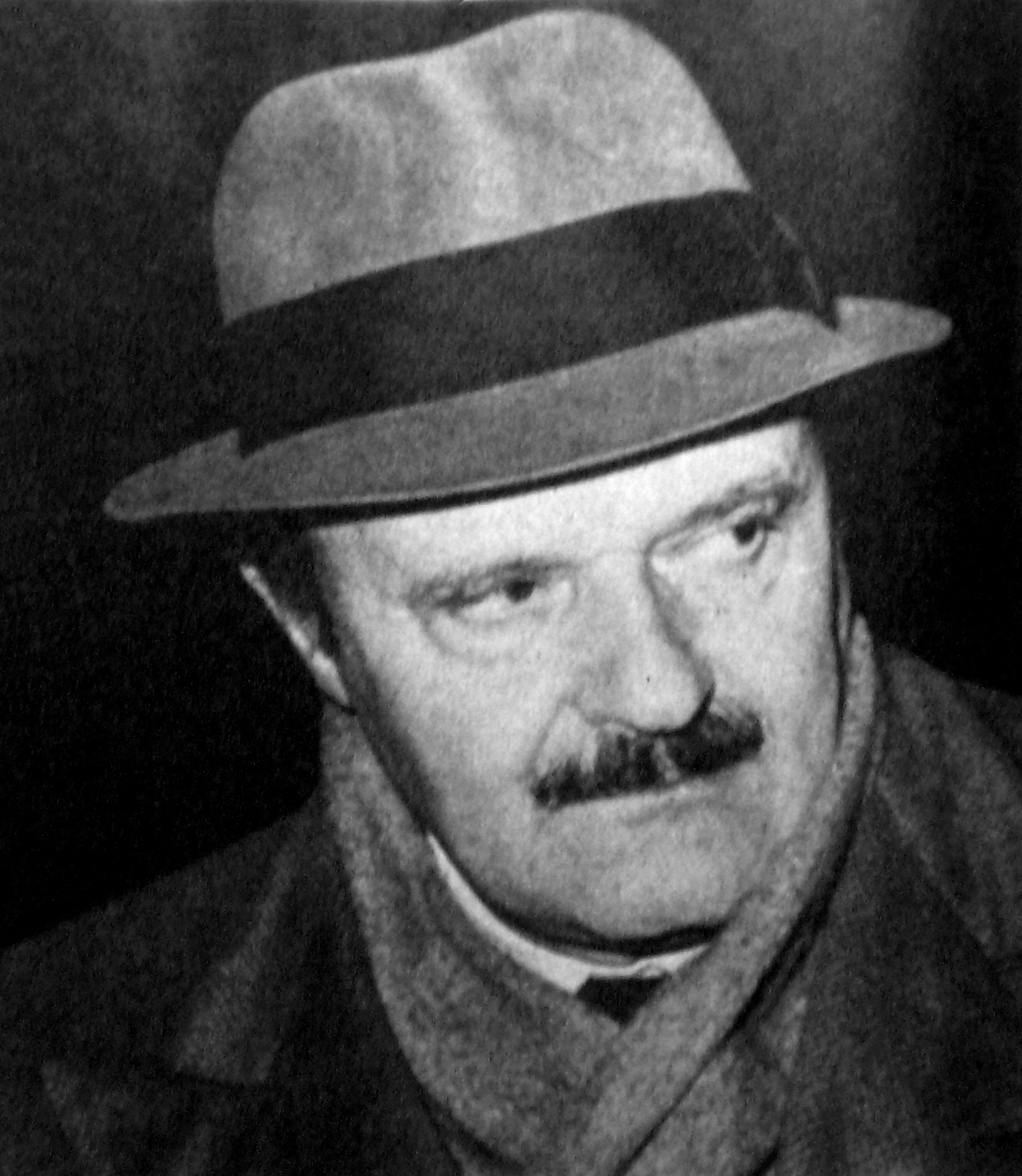
Roberto Calvi

Pippo Calò fut finalement condamné en 1987 à deux sentences de prison à vie, mais on découvrit en 1989 qu'il maintenait une existence de luxe dans l'hôpital de la prison, où des prisonniers de droit commun lui servaient de domestiques particuliers. Enfin, il fut accusé en 1997 par la justice italienne d'avoir été impliqué dans le meurtre en 1982 du « banquier de Dieu » Roberto Calvi, le responsable de la Banco Ambrosiano dont le Vatican constituait l'actionnaire principal, aux côtés de Licio Gelli, le grand-maître de la loge maçonnique néo-fasciste Propaganda Due (P2) impliquée dans la stratégie de la tension poursuivie par l'organisation secrète de l'OTAN Gladio. Ce nouveau procès a commencé en octobre 2005.
En mars 2007, le procureur Luca Tescaroli a requis la réclusion à perpétuité pour Pippo Calò, Flavio Carboni, Ernesto Diotallevi et le garde du corps de Calvi, Silvano Vittor, déjà condamnés. Tous nient toute implication. Tescaroli a commencé ses conclusions en disant que Calvi a été tué "pour le punir d'avoir pris de grandes quantités d'argent à des organisations criminelles et en particulier à l'organisation mafieuse connue sous le nom de 'Cosa Nostra'". 
Le 6 juin 2007, Calò et ses coaccusés ont été acquittés du meurtre de Calvi. Le juge président du procès a rejeté les accusations en raison de « preuves insuffisantes » après 20 mois de procès.  Calò, qui a témoigné depuis sa prison de haute sécurité, a nié les accusations. « Je n'avais aucun intérêt à tuer Calvi. Je n'avais pas le temps, ni l'envie. De plus, si j'avais voulu sa mort, ne pensez-vous pas que j'aurais choisi les miens pour faire le travail ? ». La défense de Calò a soutenu qu'il y en avait d'autres qui avaient voulu que Calvi soit réduit au silence. Le 7 mai 2010, la Cour d'appel a confirmé l'acquittement de Calò et de ses coaccusés. Le 18 novembre 2011, la cour de cassation confirme l'acquittement.